# Spogostylum indigenum
Spogostylum indigenum är en tvåvingeart som först beskrevs av Becker och Stein 1913.  Spogostylum indigenum ingår i släktet Spogostylum och familjen svävflugor.
Artens utbredningsområde är Iran. Inga underarter finns listade i Catalogue of Life.